# Gustaf de Laval

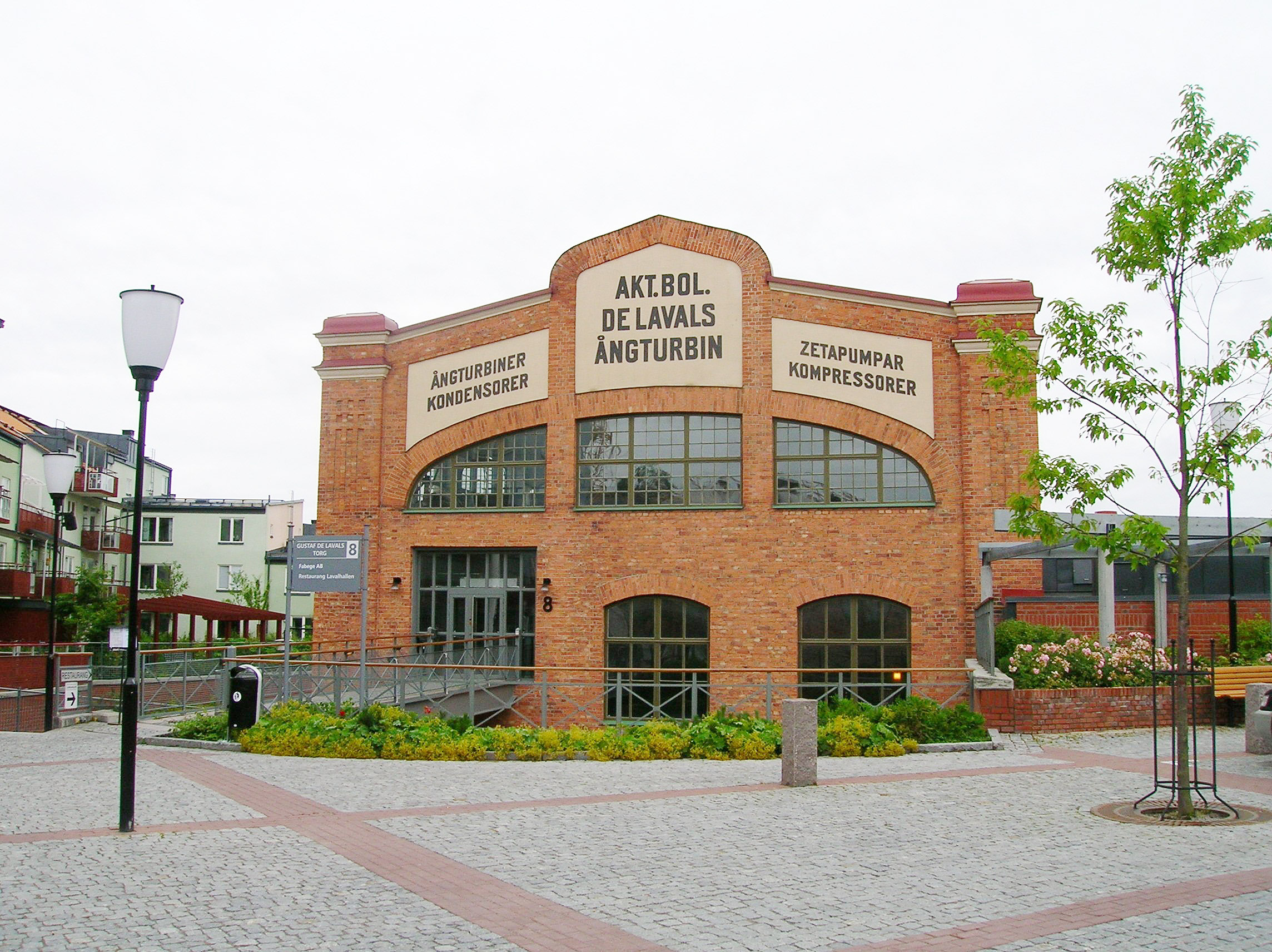
Az egykori De Laval gőzturbina gyár Nackában Stockholm mellett. Jelenleg konferenciaközpont

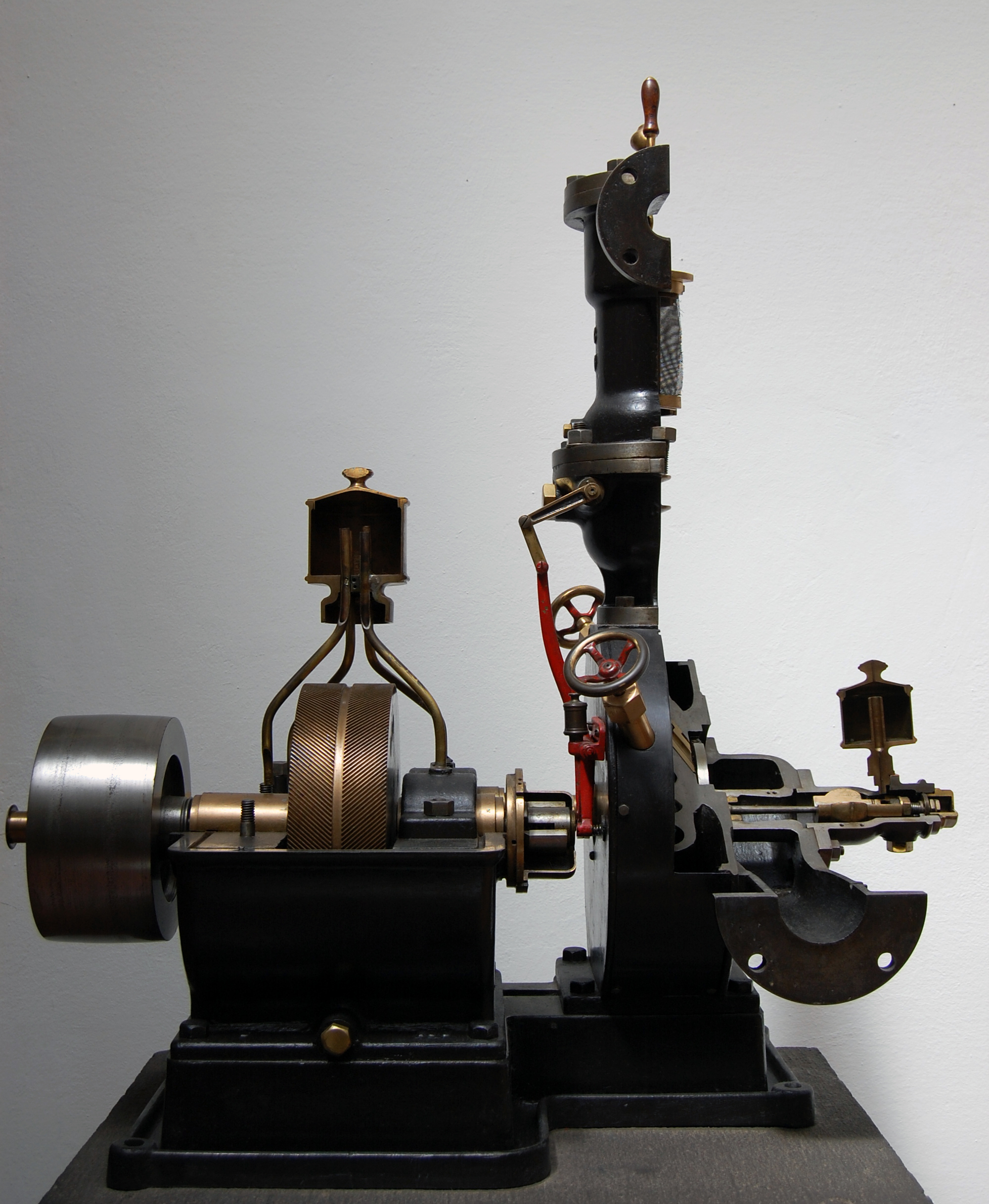
Laval-turbina 1888-ból. Deutsches Museum, München

Gustaf Patrik de Laval (Orsa, Dalarna megye, 1845. május 9. – Stockholm, 1913. február 2.) svéd mérnök, feltaláló, aki jelentősen hozzájárult a gőzturbina és a tejszeparátor kifejlesztéséhez.

## Pályafutása
Gustaf de Laval Orsában született, a svéd Dalarna tartományban. 1863-ban beiratkozott a Stockholmi Technológiai Intézetbe (mely később Királyi Technológiai Intézet lett), ahol 1866-ban gépészmérnökként végzett, majd 1867-től az Uppsalai Egyetemen folytatta tanulmányait, és itt 1872-ben vegyészi doktorátust szerzett.
1887-ben egy kis gőzturbinát épített annak igazolására, hogy ilyen gépek készíthetők ebben a nagyságban, majd 1890-ben kifejlesztett egy fúvókát, mellyel megnövelte a turbinába belépő gőz sebességét. Ezt az először szűkülő, majd bővülő fúvókát, mellyel a hangsebességnél nagyobb közegsebességet lehet elérni, azóta Laval-fúvókának hívják a svéd feltaláló után és ma is széleskörűen alkalmazzák, például a rakétamotoroknál.
Gőzturbinái több igen jelentős újítást tartalmaztak, melyekből csak egy volt a Laval-fúvóka. A Laval-turbina egyfokozatú akciós gőzturbina volt, melynek forgórésze egyetlen tárcsából, melyre a turbinalapátok voltak erősítve, és hosszú, rendkívül vékony tengelyből állt. A turbina fordulatszáma 15 000-30 000 1/perc volt, amelyet a meghajtott gépek kisebb fordulatszáma miatt nyílfogazású fogaskerekes hajtómű csökkentett. A turbinatengely olajkenésű hidrodinamikus csapágyakban forgott. Laval forgórésze az első volt a világon, mely kritikus fordulatszáma felett üzemelt. Az első tipikus Laval-turbinák 5-10 LE teljesítményt adtak le.
Ugyancsak Laval nevéhez fűződik a gyorsan forgó, egyenszilárdságú tárcsa feltalálása is. Ilyen tárcsákat alkalmazott gőzturbinájában, melyekre a turbinalapátok voltak erősítve. A gyorsan forgó tárcsákon a centrifugális erő igen nagy igénybevételeket jelent. Laval sugárirányban elkeskenyedő keresztmetszetű tárcsát alkalmazott, amely alakját úgy választotta meg, hogy a benne ébredő mechanikai feszültség a tárcsa minden pontján közel azonos legyen, vagyis egyenszilárdságú tárcsát alakított ki. 
Laval első turbináinak üzeme alatt észlelte, hogy a csapágyakat kenő olajat a tömítetlenségeken kifúvó gőz szennyezi. Miután több módszert is kipróbált, azt tapasztalta, hogy a gőzemulziótól az olajat legcélszerűbb centrifugával tisztítani, ezért olajcentrifugát is kifejlesztett, melyet azután több más célra is felhasznált.
De Laval ugyancsak fontos eredményeket ért el a tejipari gépek fejlesztésében. Elkészítette az első tejszeparátort és az első fejőgépet, melyet 1894-ben szabadalmaztatott. A kereskedelemben kapható első fejőgépet az általa alapított vállalat hozta forgalomba 1918-ban, már halála után. Oscar Lammal megalapította az Alfa Laval vállalatot 1883-ban, melyet először „AB Separator”nak hívtak, mai nevét 1963-tól használja.
1991-ben a vállaltról leválasztották az Alfa Laval Agri céget, amikor a vállalatot felvásárolta a Tetra Pak csoport, ez a gyár tejipari és mezőgazdasági gépeket gyártott. Amikor az Alfa Lavalt eladták, az Alfa Laval Agri továbbra is a Tetra Pak tulajdonában maradt és a DeLaval nevet vette fel a cég alapítójának tiszteletére.
Gustaf de Lavalt a stockholmi Norra begravningsplatsenben temették el.